# George Brent
George Brent (Shannonbridge, Írország, 1904. március 15. – Solana Beach, Kalifornia, 1979. május 26. –) ír származású amerikai színész.

## Életpályája
Dublinban végezte iskoláit, majd Kanadába, később az USA-ba költözött (1925). 1919–1922 között az ír függetlenségi háborúban harcolt. 1924–1978 között több mint 100 filmben volt látható. 1932-ben a Warner Bros.-hoz szerződött, ahol 20 éven át dolgozott. 1953-ban visszavonult a filmezéstől, de 1960-ig a televízióban még látható volt. 1960-ban csillagot kapott a Hollywood Walk of Fame-en.

## Munkássága
Olyan színészekkel dolgozott együtt, mint például Ruby Keeler, Greta Garbo, Ginger Rogers, Madeleine Carroll, Jean Arthur, Merle Oberon, Joan Fontaine, Barbara Stanwyck, Claudette Colbert, Dorothy McGuire, Lucille Ball és Yvonne De Carlo.

## Magánélete
Élete során ötször kötött házasságot. 1926-ban Helen Louise Campbell volt a felesége. 1932–1934 között Ruth Chatterton (1892–1961) amerikai színésznő volt a párja. 1937-ben Constance Worth (1912–1963) színésznő volt a partnere. 1942–1943 között Ann Sheridan (1915–1967) amerikai színésznővel élt együtt. 1947–1974 között Janet Michaels volt a felesége.

## Filmjei
- A tűzparipa (1924)
- Ilyen nagy (So Big!) (1932)
- 42. utca foglya (1933)
- Babaarcú (1933)
- Háziasszony (Housewife) (1934)
- Színes fátyol (1934)
- Sztambuli kutatás (Stamboul Quest) (1934)
- Különleges megbízott (Special Agent) (1935)
- Asszony a címlapon (Front Page Woman) (1935)
- Álarcos angyal (1935)
- Az aranynyíl (1936)
- Jezabel (1938)
- Sötét győzelem (1939)
- Szárnyas tengerészek (1939)
- Későn jött boldogság (1939)
- A vén leány (1939)
- Árvíz Indiában (1939)
- A harcoló hatvankilencedik (1940)
- Halálraítéltek (1940)
- Kaland a gyémántokkal (Adventure in Diamonds) (1940)
- A nagy hazugság (1941)
- Nemzetközi hölgy (International Lady) (1941)
- Nászút hármasban (Honeymoon for Three) (1941)
- Nővéremtől mindent (1942)
- Pokoli kísérlet (1944)
- Zsuzsa ügyei (The Affairs of Susan) (1945)
- Csigalépcső (1945)
- A holnapért élni kell (1946)
- Kísértés (Temptation) (1946)
- Rabszolgalány (Slave Girl) (1947)
- A vörös kanyon (Red Canyon) (1949)
- The Ford Television Theatre (1953–1954)
- Schlitz Playhouse of Stars (1953–1956)
- Wire Service (1956–1957)

## Fordítás
- Ez a szócikk részben vagy egészben  a   George Brent című angol Wikipédia-szócikk fordításán alapul.  Az eredeti cikk szerkesztőit annak laptörténete sorolja fel. Ez a jelzés csupán a megfogalmazás eredetét és a szerzői jogokat jelzi, nem szolgál a cikkben szereplő információk forrásmegjelöléseként.